# Filippo Ambrosini
Filippo Ambrosini (ur. 26 kwietnia 1993 w Asiago) – włoski łyżwiarz figurowy, startujący w parach sportowych z Rebeccą Ghilardi. Uczestnik igrzysk olimpijskich (2022), wicemistrz (2023) i brązowy medalista mistrzostw Europy (2024), medalista zawodów z cyklu Grand Prix i Challenger Series, 6-krotny wicemistrz Włoch (2014, 2019–2023) w parach sportowych oraz mistrz Włoch juniorów w konkurencji solistów.

## Osiągnięcia

### Pary sportowe

#### Z Rebeccą Ghilardi

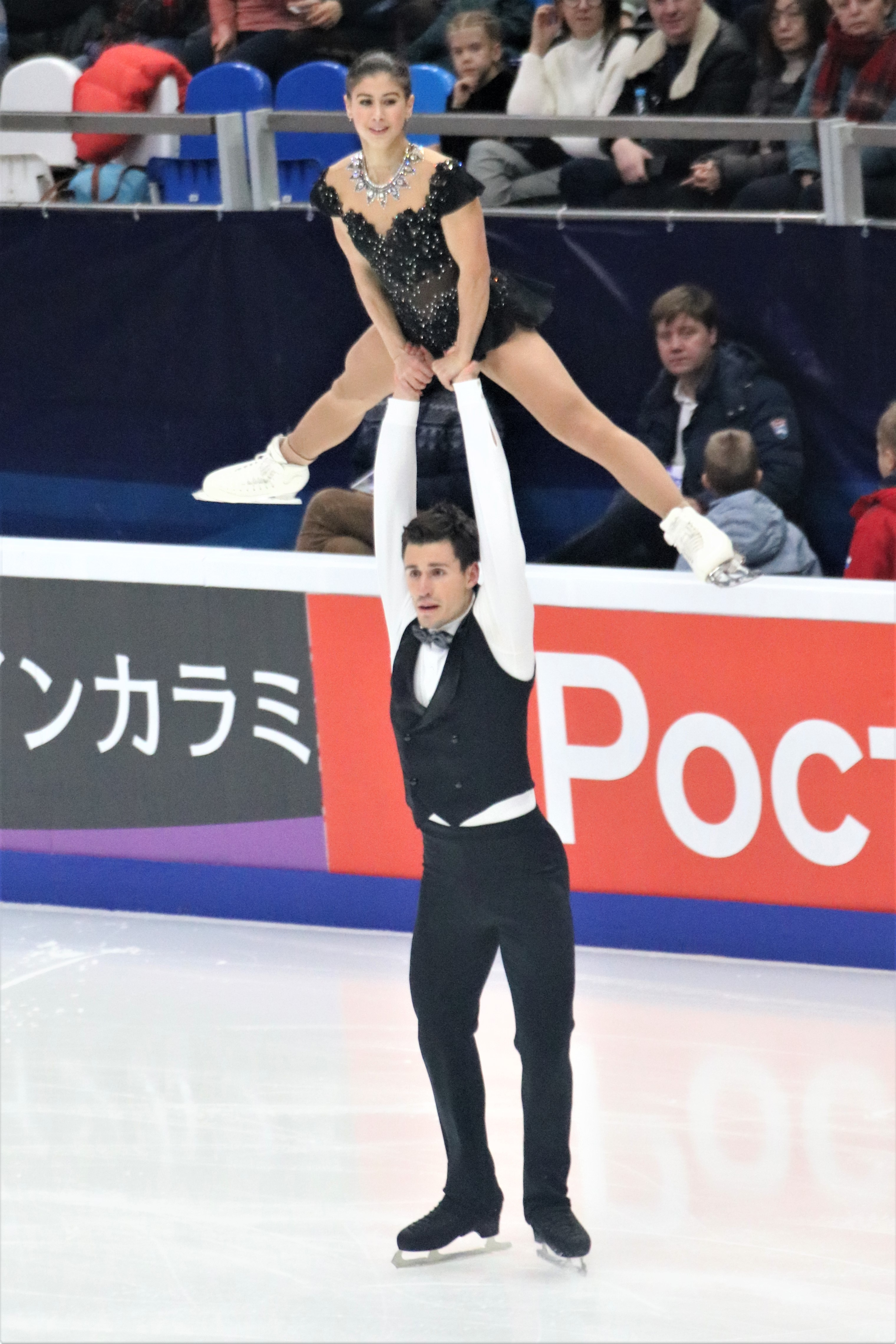
Ghilardi i Ambrosini na zawodach Rostelecom Cup 2019

| Zawody                        | 16–17          | 17–18          | 18–19          | 19–20          | 20–21          | 21–22          | 22–23          | 23–24          |                |                |                |                |                |                |                |                |                |
| Międzynarodowe                | Międzynarodowe | Międzynarodowe | Międzynarodowe | Międzynarodowe | Międzynarodowe | Międzynarodowe | Międzynarodowe | Międzynarodowe | Międzynarodowe | Międzynarodowe | Międzynarodowe | Międzynarodowe | Międzynarodowe | Międzynarodowe | Międzynarodowe | Międzynarodowe | Międzynarodowe |
| ----------------------------- | -------------- | -------------- | -------------- | -------------- | -------------- | -------------- | -------------- | -------------- | -------------- | -------------- | -------------- | -------------- | -------------- | -------------- | -------------- | -------------- | -------------- |
| Zimowe igrzyska olimpijskie   |                |                |                |                |                | 14             |                |                |                |                |                |                |                |                |                |                |                |
| Mistrzostwa świata            |                |                | 19             | C              | 17             |                |                |                |                |                |                |                |                |                |                |                |                |
| Mistrzostwa Europy            | 11             |                | 9              | 8              |                | 5              | 2              | 3              |                |                |                |                |                |                |                |                |                |
| GP Finał Grand Prix           |                |                |                |                |                |                | 5              | 5              |                |                |                |                |                |                |                |                |                |
| GP Cup of China               |                |                |                |                |                |                |                | 2              |                |                |                |                |                |                |                |                |                |
| GP Gran Premio d’Italia       |                |                |                |                |                | 5              |                |                |                |                |                |                |                |                |                |                |                |
| GP Grand Prix Espoo           |                |                |                |                |                |                | 1              |                |                |                |                |                |                |                |                |                |                |
| GP Grand Prix de France       |                |                |                | 8              | C              | 5              | 4              |                |                |                |                |                |                |                |                |                |                |
| GP NHK Trophy                 |                |                |                |                |                |                |                | 3              |                |                |                |                |                |                |                |                |                |
| GP Rostelecom Cup             |                |                |                | 7              |                |                |                |                |                |                |                |                |                |                |                |                |                |
| CS Alpen Trophy               |                |                | 2              |                |                |                |                |                |                |                |                |                |                |                |                |                |                |
| CS Finlandia Trophy           |                |                |                |                |                |                |                | 2              |                |                |                |                |                |                |                |                |                |
| CS Golden Spin Zagrzeb        |                |                |                | 6              |                |                |                |                |                |                |                |                |                |                |                |                |                |
| CS Lombardia Trophy           | 3              |                | 6              |                |                | 3              |                |                |                |                |                |                |                |                |                |                |                |
| CS Memoriał Ondreja Nepeli    |                |                | 4              |                |                |                |                |                |                |                |                |                |                |                |                |                |                |
| CS Nebelhorn Trophy           |                |                | 6              |                | 1              |                |                |                |                |                |                |                |                |                |                |                |                |
| CS Tallinn Trophy             |                |                | 4              |                |                |                |                |                |                |                |                |                |                |                |                |                |                |
| CS U.S. International Classic |                |                |                |                |                |                | 1              |                |                |                |                |                |                |                |                |                |                |
| CS Warsaw Cup                 | 5              | 8              |                |                |                |                | 2              |                |                |                |                |                |                |                |                |                |                |
| Cup of Tyrol                  | 4              |                |                |                |                |                |                |                |                |                |                |                |                |                |                |                |                |
| International Challenge Cup   |                | 3              |                | 3              |                |                |                |                |                |                |                |                |                |                |                |                |                |
| International Cup of Nice     | 3              |                |                |                |                |                |                |                |                |                |                |                |                |                |                |                |                |
| Mentor Toruń Cup              |                | 2              |                |                |                |                |                |                |                |                |                |                |                |                |                |                |                |
| Minsk-Arena Ice Star          |                |                | 5              |                |                |                |                |                |                |                |                |                |                |                |                |                |                |
| Shanghai Trophy               |                |                |                | 4              |                |                |                |                |                |                |                |                |                |                |                |                |                |
| Volvo Open Cup                |                |                |                | 1              |                |                |                |                |                |                |                |                |                |                |                |                |                |
| Krajowe                       |                |                |                |                |                |                |                |                |                |                |                |                |                |                |                |                |                |
| Mistrzostwa Włoch             | 3              | 3              | 2              | 2              | 2              | 2              | 2              |                |                |                |                |                |                |                |                |                |                |

#### Z Alexandrą Iovanna
| CS Golden Spin of Zagreb | 12 |
| CS Tallinn Trophy        | 8  |

#### Z Alessandrą Cernuschi
| Zawody                                | 11–12          | 12–13          | 13–14          | 14–15          |                |                |                |                |                |                |                |                |                |                |                |                |                |
| Międzynarodowe                        | Międzynarodowe | Międzynarodowe | Międzynarodowe | Międzynarodowe | Międzynarodowe | Międzynarodowe | Międzynarodowe | Międzynarodowe | Międzynarodowe | Międzynarodowe | Międzynarodowe | Międzynarodowe | Międzynarodowe | Międzynarodowe | Międzynarodowe | Międzynarodowe | Międzynarodowe |
| ------------------------------------- | -------------- | -------------- | -------------- | -------------- | -------------- | -------------- | -------------- | -------------- | -------------- | -------------- | -------------- | -------------- | -------------- | -------------- | -------------- | -------------- | -------------- |
| Mistrzostwa Europy                    |                |                | 17             | 10             |                |                |                |                |                |                |                |                |                |                |                |                |                |
| CS Golden Spin of Zagreb              |                |                |                | 5              |                |                |                |                |                |                |                |                |                |                |                |                |                |
| CS Ice Challenge                      |                |                |                | 5              |                |                |                |                |                |                |                |                |                |                |                |                |                |
| CS Volvo Open Cup                     |                |                |                | 4              |                |                |                |                |                |                |                |                |                |                |                |                |                |
| Bavarian Open                         |                |                |                | 2              |                |                |                |                |                |                |                |                |                |                |                |                |                |
| Mentor Toruń Cup                      |                |                |                | 4              |                |                |                |                |                |                |                |                |                |                |                |                |                |
| Merano Cup                            |                |                | 5              |                |                |                |                |                |                |                |                |                |                |                |                |                |                |
| Międzynarodowe: Kategorie młodzieżowe |                |                |                |                |                |                |                |                |                |                |                |                |                |                |                |                |                |
| Mistrzostwa świata juniorów           | 20             |                | 8              |                |                |                |                |                |                |                |                |                |                |                |                |                |                |
| JGP w Austrii                         |                | 14             |                |                |                |                |                |                |                |                |                |                |                |                |                |                |                |
| JGP na Białorusi                      |                |                | 5              |                |                |                |                |                |                |                |                |                |                |                |                |                |                |
| JGP na Słowacji                       |                |                | 3              |                |                |                |                |                |                |                |                |                |                |                |                |                |                |
| Bavarian Open                         | 5 J            | 4 J            |                |                |                |                |                |                |                |                |                |                |                |                |                |                |                |
| Coupe du Printemps                    |                | 3 J            |                |                |                |                |                |                |                |                |                |                |                |                |                |                |                |
| NRW Trophy                            | 5 J            |                |                |                |                |                |                |                |                |                |                |                |                |                |                |                |                |
| Warsaw Cup                            |                | 9 J            |                |                |                |                |                |                |                |                |                |                |                |                |                |                |                |
| Krajowe                               |                |                |                |                |                |                |                |                |                |                |                |                |                |                |                |                |                |
| Mistrzostwa Włoch                     | 2 J            | 3 J            | 2              | 3              |                |                |                |                |                |                |                |                |                |                |                |                |                |

### Soliści
| Zawody                                | 07–08          | 08–09          | 09–10          | 10–11          | 11–12          | 12–13          |                |                |                |                |                |                |                |                |                |                |                |
| Międzynarodowe                        | Międzynarodowe | Międzynarodowe | Międzynarodowe | Międzynarodowe | Międzynarodowe | Międzynarodowe | Międzynarodowe | Międzynarodowe | Międzynarodowe | Międzynarodowe | Międzynarodowe | Międzynarodowe | Międzynarodowe | Międzynarodowe | Międzynarodowe | Międzynarodowe | Międzynarodowe |
| ------------------------------------- | -------------- | -------------- | -------------- | -------------- | -------------- | -------------- | -------------- | -------------- | -------------- | -------------- | -------------- | -------------- | -------------- | -------------- | -------------- | -------------- | -------------- |
| Merano Cup                            |                |                |                | 15             |                |                |                |                |                |                |                |                |                |                |                |                |                |
| Międzynarodowe: Kategorie młodzieżowe |                |                |                |                |                |                |                |                |                |                |                |                |                |                |                |                |                |
| JGP w Austrii                         |                |                |                | 17             |                |                |                |                |                |                |                |                |                |                |                |                |                |
| JGP we Francji                        |                |                |                | 12             |                |                |                |                |                |                |                |                |                |                |                |                |                |
| JGP w Polsce                          |                |                | 19             |                | 16             |                |                |                |                |                |                |                |                |                |                |                |                |
| JGP na Węgrzech                       |                |                | 17             |                |                |                |                |                |                |                |                |                |                |                |                |                |                |
| JGP we Włoszech                       |                |                |                |                | 13             |                |                |                |                |                |                |                |                |                |                |                |                |
| International Challenge Cup           | 3 N            | 10 J           |                |                |                |                |                |                |                |                |                |                |                |                |                |                |                |
| International Cup of Nice             |                |                |                |                | 8 J            |                |                |                |                |                |                |                |                |                |                |                |                |
| Merano Cup                            | 3 N            | 3 J            | 5              |                |                |                |                |                |                |                |                |                |                |                |                |                |                |
| Mont Blanc Trophy                     |                |                | 2 J            |                |                |                |                |                |                |                |                |                |                |                |                |                |                |
| NRW Trophy                            |                | 11 J           |                | 6 J            | 11 J           |                |                |                |                |                |                |                |                |                |                |                |                |
| Triglav Trophy                        |                |                | 1 J            | 8 J            |                |                |                |                |                |                |                |                |                |                |                |                |                |
| Krajowe                               |                |                |                |                |                |                |                |                |                |                |                |                |                |                |                |                |                |
| Mistrzostwa Włoch                     | 4 J            |                | 1 J            |                | 5              | 7              |                |                |                |                |                |                |                |                |                |                |                |